# Kommissar für Beschäftigung und soziale Rechte
Der Kommissar für Beschäftigung und soziale Rechte ist ein Mitglied der Europäischen Kommission. Ihm ist die Generaldirektion Beschäftigung, Soziales und Integration zugeordnet. Ihre Tätigkeit soll zur Entwicklung eines modernen und nachhaltigen Sozialmodells mit mehr und qualitativ besseren Arbeitsplätzen in Europa beitragen. Die Kommission vermittelt dazu zwischen den nationalen Wirtschafts-, Sozial- und Beschäftigungspolitikern und arbeitet dem EU-Ministerrat für Sozialfragen zu. Bisher ist die Europäische Union in diesem Bereich allerdings kaum gesetzgeberisch tätig.

## Bisherige Amtsinhaber
| Kommissar            | Amtszeit  | Staat                  | nationale Partei | europäische Partei / politische Richtung |
| -------------------- | --------- | ---------------------- | ---------------- | ---------------------------------------- |
| Roxana Mînzatu       | seit 2024 | Rumänien               | PSD              | SPE                                      |
| Nicolas Schmit       | 2019–2024 | Luxemburg              | LSAP             | SPE                                      |
| Marianne Thyssen     | 2014–2019 | Belgien                | CD&V             | EVP                                      |
| László Andor         | 2010–2014 | Ungarn                 | MSZP             | SPE                                      |
| Vladimír Špidla      | 2004–2010 | Tschechien             | ČSSD             | SPE                                      |
| Stavros Dimas        | 2004      | Griechenland           | ND               | EVP                                      |
| Anna Diamantopoulou  | 1999–2004 | Griechenland           | PASOK            | SPE                                      |
| Pádraig Flynn        | 1993–1999 | Irland                 | FF               | nationalliberal                          |
| Vasso Papandreou     | 1989–1993 | Griechenland           | PASOK            | SPE                                      |
| Manuel Marín         | 1986–1989 | Spanien                | PSOE             | SPE                                      |
| Peter Sutherland     | 1985–1986 | Irland                 | FG               | EVP                                      |
| Ivor Richard         | 1981–1985 | Vereinigtes Königreich | Labour           | SPE                                      |
| Henk Vredeling       | 1977–1981 | Niederlande            | PvdA             | SPE                                      |
| Patrick Hillery      | 1973–1977 | Irland                 | FF               | nationalliberal                          |
| Albert Coppé         | 1970–1973 | Belgien                | CVP              | christdemokratisch                       |
| Lionello Levi Sandri | 1961–1970 | Italien                | PSI              | sozialdemokratisch                       |
| Giuseppe Petrilli    | 1958–1961 | Italien                | DC               | christdemokratisch                       |